# Rhomborhina bossioni
Rhomborhina bossioni är en skalbaggsart som beskrevs av Thierry Bourgoin 1916. Rhomborhina bossioni ingår i släktet Rhomborhina och familjen Cetoniidae. Inga underarter finns listade i Catalogue of Life.